# 68
68 (LXVIII, na numeração romana) foi um ano bissexto do século I, do Calendário Juliano, da Era de Cristo, teve início a uma sexta-feira e terminou também a uma sábado, as suas letras dominicais foi C e B.
| Ano completo                          |
| ------------------------------------- |
| Ano bissexto com início à sexta-feira |

## Eventos
- Abril – Galba, governador da Hispânia Tarraconense, e Caio Júlio Víndice, governador da Gália Lugdunense, revoltam-se contra Nero e autoproclama-se Imperador da Hispânia com o apoio do legado da Lusitânia.
- Maio – As legiões do Reno vencem e matam Víndice na Gália;
- Junho – Nero é declarado inimigo público pelo senado e comete suicídio; no mesmo dia, Galba é reconhecido imperador;
- Novembro – Vitélio é nomeado governador da Germânia Inferior;

## Mortes
- 9 de Junho - Nero, Imperador Romano (suicídio)